# Salvinu Schembri
Salvinu Schembri (1923. október 19. - 2008. december 15.) egykori máltai válogatott labdarúgó. Fia, Eric és unokája, André szintén máltai válogatott labdarúgók.

## Pályafutása
Schembri 1943 és 1961 között máltai élvonalbeli csapatokban futballozott (Sliema Wanderers, Valletta FC, Ħamrun Spartans). A Valletta FC-vel kétszer bajnoki címet, míg a Sliema Wanderers csapatával háromszor bajnoki címet és kétszer máltai kupagyőzelmet ünnepelhetett. 1957 és 1958 között háromszor lépett pályára a máltai válogatottban és egy gólt szerzett.

## Mérkőzései a máltai válogatottban
| #  | Dátum             | Ellenfél      | Eredmény | Kiírás              | Esemény |
| -- | ----------------- | ------------- | -------- | ------------------- | ------- |
| 1. | 1957. február 24. | Ausztria      | 2 – 3    | barátságos mérkőzés |         |
| 2. | 1958. január 25.  | Dánia         | 3 – 0    | barátságos mérkőzés | 23'     |
| 3. | 1958. május 15.   | Olaszország B | 1 – 1    | barátságos mérkőzés |         |

## Sikerei, díjai

### Klub
Valletta FC
- Máltai bajnokság
  - Bajnok: 1945–46, 1947-48

Sliema Wanderers
- Máltai bajnokság
  - Bajnok: 1953–54, 1955–56, 1956–57
- Máltai kupa
  - Győztes: 1955–56, 1958-59